# أفينيدا دي لا باز (محطة مترو أنفاق مدريد)
أفينيدا دي لا باز (بالإسبانية: Avenida de la Paz) هي محطة مترو أنفاق في مدريد في إسبانيا، تقع على الخط رقم 4.